# Hugo (Oklahoma)
Hugo es una ciudad ubicada en el condado de Choctaw en el estado estadounidense de Oklahoma. En el año 2010 tenía una población de 5310 habitantes y una densidad poblacional de 368,75 personas por km².
Es la ciudad natal del cantante B. J. Thomas (1942), famoso por interpretar la canción Raindrops Keep Fallin' on My Head.

## Geografía
Hugo se encuentra ubicada en las coordenadas 34°0′34″N 95°30′53″O / 34.00944, -95.51472 (34.009308, -95.514601).

## Demografía
Según la Oficina del Censo en 2000 los ingresos medios por hogar en la localidad eran de $19,321 y los ingresos medios por familia eran $26,523. Los hombres tenían unos ingresos medios de $26,473 frente a los $17,348 para las mujeres. La renta per cápita para la localidad era de $11,676. Alrededor del 29.4% de la población estaban por debajo del umbral de pobreza.